# Biskupski štap
Biskupski štap ili pastoral (lat. baculus), pontifikalna je oznaka pridržana biskupima i područnim opatima.

## Podrijetlo
Izvorno je ova insignija pripadala vojnim i građanskim dužnosnicima, ali je davana biskupima poslije vremena cara Konstantina Velikog. Pojavljuje se za vrijeme Celestina I. Drugi spomen pojavljuje se u 7. stoljeću u Toledu, prilikom posvete opata. Ranije se naznake iščitavaju iz imitacije zlatnoga štapa (virga aurea) u svečanosti bizantskoga dvora koji su Vizigoti donijeli u Španjolsku i prenijeli u Galiju. Raširena mu je upotreba u 9. stoljeću kako svjedoči pismo Karla Ćelavog u kojem spominje da je nadbiskup Ettona podijelio zaređenim sufraganima prsten i štap.

## Izgled
Štap je izvorno imao na vrhu kuglu, križ, ili poprećni krak kojim bi činio znak tau. Tijekom 13. stoljeća dobiva današnji izgled sa zavijenim završetkom na kojemu bi bio vazmeni Jaganjac ili sv. Mihovil u borbi sa zmajem.

## Oznaka investiture
Predaja liturgijskih insignija (štapa i prstena) pri dodjeljivanju političkih dužnosti (naslova), takozvana investitura, bio je obred unutar kojega se biskupu davala čast, odnosno gospodstvo nad određenim feudom ili gradom. Obrascem Accipite episcopatum (pri podjeljivanju štapa) i accipite ecclesiam (pri davanju prstena), davala se građanska vlast biskupu. Promjenom političkih prilika došlo je do raznih nesuglasica i sukoba, koje su razriješene borbom za investituru.

## Suvremena uporaba
Danas se štap dodjeljuje unutar biskupskoga posvećenja riječima: „Primi štap, znak pastirske službe, i pazi na svekoliko stado u kojemu te Duh Sveti postavio za biskupa da ravnaš Božjom Crkvom”. Štap biskup upotrebljava samo u pontifikalnoj službi: tijekom svete mise, ređenja, procesija i blagoslova. Unutar biskupije pravo nositi štap unutar bogoštovnih čina ima samo dijecezanski biskup, dok gostujući biskupi moraju tražiti njegovo izričito dopuštenje za uporabu unutar njegove biskupije.

## Način držanja
Biskup dok nosi štap zakrivljeni dio drži okrenut prema narodu, dok opat zakrivljeni dio štapa drži okrenut prema sebi.